# Hamza Yerlikaya
Hamza Yerlikaya (n. 6 iunie 1976, Kadıköy⁠(d), İstanbul, Turcia) este un politician ce a reprezentat Turcia, medaliat olimpic. A participat la 3 ediții ale Jocurilor Olimpice (1996, 2000, 2004) în care a câștigat două medalii de aur.